# Nicola da Siena
Nicola da Siena ou Nicola di Ulisse da Siena (né à Sienne, actif entre 1442-1470) est un peintre italien du XVe siècle adepte du gothique international.

## Biographie
On sait peu de choses concernant la vie et l'activité de Nicola da Siena. Dans les années 1440 il est documenté en Ombrie à Norcia où il a séjourné avec sa famille et avait un atelier de peinture et où il a peint en l'église San Agostino et à Cascia.
Il a été aussi actif dans les Marches, jusqu'à Ascoli Piceno et Fermo. Il a peint à la manière siennoise du gothique international,.

## Œuvres
- Épisodes de la Passion du Christ (1461), cycle de fresques, chœur de l'église Sant'Antonio abate, Cascia :
  - Cristo Redentore benedicente,
  - Entrata di Cristo in Gerusalemme,
  - Flagellazione di Cristo,
  - Ultima Cena,
  - Lavanda dei piedi,
  - Cristo deriso,
  - Cristo davanti a Pilato,
  - Salita di Cristo al monte Calvario,
  - Cristo inchiodato alla croce,
  - Deposizione di Cristo dalla croce,
  - Compianto sul Cristo morto,
  - Resurrezione di Cristo,
  - Noli me tangere,
  - Pie donne al sepolcro,
  - Discesa di Cristo al limbo,

- Fresques (1465), église de l'Annunziata, château d'Aliforni, San Severino, Marches.
- Madonna di Loreto, partie de fresque de l'église du château d'Aliforni, San Severino, Marches.
- Pape bénissant et Saint Sigismond, tempera et or sur bois, deux tablettes, 45,5 × 23 cm[3].
- Saint Sébastien, Johnson Collection, Philadelphie.
- Quadro di S. Andrea (1450 env.), retable, pinacothèque civique, San Ginesio[4].
- Fresques (1465 env.), église Santa Lucia, Serravalle di Chienti, Marches.
- Polyptyque de Sant'Eutizio (1472), Musée National du Ducat de Spolète, Spolète.
- Crucifix peint, autel, église Abbaye Sant'Eutuzio, Norcia.
- Crucifixion, retable, 185 × 68 cm, collection privée[5].
- Crucifixion, vers 1440 - 1450, 101,7 × 50,2 cm, musée du Louvre[6].
- Christ ressuscité, Museo civico-diocesano della Castellina, Norcia.
- Madonna con Bambino in trono e angeli, Agnus Dei, san Giovanni Evangelista e san Bernardino da Siena, fresque, église San Francesco, Cascia.